# Лапинский, Теофил
Теофил Лапинский (в Османской империи и на Северном Кавказе был известен под именем Теффик-бей) (пол. Teofil Łapiński, Teffik-bej) (19 декабря 1827 — 15 мая 1886) — польский офицер, революционер, мемуарист.

## Биография
Происходил из подляшского шляхетского рода герба Любич. Его отец Игнатий Лапинский был депутатом Галицкого станового сейма.
В 1838—1841 годах учился в Терезианской рыцарской академии в Вене. Затем поступил на службу в австрийскую армию. С юных лет был членом польских подпольных организаций.

### Революция 1848—1849 годов и Крымская война
С началом революции, в 1848 году вступил в Польскую Национальную гвардию во Львове. После поражения революции в Галиции вступает в армию Венгрии, где революция продолжалась. В чине капитана служил в артиллерии 1-го корпуса генерала Йожефа Надьшандора. Участвовал в боевых действиях против австрийцев. Когда 13 августа 1849 года при Вилагоше (в настоящее время — село Ширия, жудец Арад, Румыния) главные силы венгерской армии во главе с генералом Артуром Гёргеем сдались русскому фельдмаршалу Паскевичу, Лапинский находился в крепости Комаром, ставшей последним оплотом венгерской революции, под началом генерала Дьёрдя Клапки. В это время Лапинский принадлежал к радикальному  течению революционеров — «красным республиканцам» или «ультра-мадьярам» во главе с командующим крепостной артиллерии полковником Жигмондом Тали. 27 сентября 1849 года генерал Клапка капитулировал, гарнизону Комарома разрешили выехать заграницу. 6 октября Лапинский, в составе польского отряда во главе с графом Владиславом Замойским, отправился в Османскую империю.
В начале 1850 года Лапинский переехал из Стамбула в Гамбург, где издал свою первую книгу «Поход главной венгерской армии в 1849 году» (нем. Der Feldzug der ungarischen Hauptarmee im Jahre 1849). Впоследствии Лапинский эмигрировал во Францию, где примкнул к консервативной польской эмиграции во главе с князем Адамом Чарторыйским.
С началом Крымской войны Лапинский вернулся в Османскую империю. Весной 1854 года по приказу Замойского поступил во 2-й корпус армии Омер-паши. В 1854—1855 годах участвовал в боевых действиях против русских войск на Дунае и в Крыму (Осада Севастополя и Евпаторийский бой). В конце 1855 года Лапинский в чине майора вступает в сформированный Замойским 2-й полк султанских казаков, который из-за окончания войны не успел принять участия в боевых действиях.

### Кавказ
Ещё в начале 1850-х годов Лапинский планировал пробраться на Кавказ — к воевавшим с русскими имаму Шамилю или черкесам и абазам Сторонники князя Чарторыйского положительно относились к этой идее, видя в северокавказских горцах естественных союзников польского национально-освободительного движения. Во время Крымской войны Лапинский пытался вступить в переговоры с приезжавшим в Стамбул наибом Шамиля Мухаммад-Амином.
После завершения Крымской войны, Лапинский, для участия в войне на Кавказе, планировал сформировать на территории Османской империи польский экспедиционный корпус численностью в 6—15 тысяч человек с артиллерией, которой особенно не хватало горцам. Об этих приготовлениях стало известно в Российской империи: из-за протеста императора Александра II султан Абдул-Меджид I расформировал польский корпус.
Неудача не заставила Лапинского отказаться от своих намерений. 17 февраля 1857 года на британском пароходе «Кенгуру» из Стамбула в Черкесию отправился отряд европейских добровольцев, в основном, поляки и венгры, численностью в 190 человек. Формальным командиром отряда был соратник Лапинского по венгерской революции Янош Бандя (Мехмед-бей), ещё в Крымскую войну ставший доверенным лицом натухайского князя Сефер-бей Зана (Заноко). Сам Лапинский в чине полковника командовал артиллерией отряда. Ещё до отплытия об организации экспедиции в Черкесию стало известно русскому послу в Стамбуле Бутенёву, который сообщил о ней кавказскому наместнику князю Барятинскому. Но «Кенгуру» сумел избежать встречи с русскими военными кораблями: 23—27 февраля добровольцы высадились в Туапсе; с 7 мая они участвуют в боях с русскими войсками. Лапинский планировал создать регулярную воинскую часть с артиллерией и привлечь на сторону черкесов поляков, служивших в русской Кавказской армии: по его данным, к концу 1857 года численность польских перебежчиков, присоединившихся к его отряду, достигала 800 человек.

Польские и другие европейские добровольцы вписали яркую страницу в истории Кавказской войны, проявив мужество и самоотверженность в боях с русскими войсками. Но после Крымской войны военная обстановка на Северном Кавказе складывалась в пользу России. Немногочисленные европейские добровольцы не могли компенсировать превосходство русских над горцами. Весной 1858 года Лапинский писал в Стамбул:
Сначала русские были поражены пушечной пальбой, теперь же они смеются над ней. Там, где я ставлю две пушки, они ставят двадцать; и если у меня не будет регулярных отрядов, чтобы защищать мои пушки, — а черкесы не умеют защищать их, — то русские завладеют ими, и мы сами можем попасть к ним в плен.
За голову Лапинского русское командование назначило премию в 3 тысячи рублей.
Положение усугублялось противоречиями между Лапинским, с одной стороны, князем Сефер-беем и Бандей, с другой. Лапинский требовал освободить обращённых в рабство перебежчиков и организовать сбор продовольствия на содержание европейских добровольцев, чем вызывал недовольство черкесских феодалов.
В это же время Бандя вступил в тайные переговоры с русским генералом Филипсоном, предлагая создать в Черкесии княжество, которое должно было стать вассалом России, а во главе его поставить Сефер-бея. Также Бандя попытался устранить Лапинского, уговорив его разместить артиллерию в Геленджике, под предлогом защиты морских коммуникаций, и сообщив об этом русскому командованию. Высадившийся в Геленджике десант захватил артиллерию, сам Лапинский едва не попал в плен. Вскоре было перехвачено письмо Банди к генералу Филипсону. Бандя был арестован. 3 января 1858 года в ауле Адерби состоялся военный суд под председательством Лапинского, который признал Бандю виновным в измене и приговорил к расстрелу, но так как Бандя был офицером в армии Османской империи, приговор не был приведён в исполнение. В апреле Бандя был выслан в Стамбул. Разоблачение и высылка Банди не устранили противоречий в Черкесии. Лапинский со своими сторонниками пытался уйти к Мухаммад-Амину, за что был арестован по приказу Сефер-бея, но затем, 29 ноября 1858 года, освобождён своими сторонниками.
В январе 1859 года Лапинский с отрядом своих сторонников оставил Сефер-бея и вступил в переговоры с Мухаммад-Амином. 3 июля они заключили договор: наиб Шамиля обязался предоставить европейским добровольцам жилища, снабжать их продовольствием, лошадьми и фуражом; Лапинский от имени князя Чарторыйского обещал сторонникам Северо-Кавказского имамата поставки оружия и содействие в налаживании связей с европейскими государствами. Но, несмотря на письма Лапинского о нехватке оружия и боеприпасов, британское и другие европейские правительства отказали в помощи горцам. Не увенчалась успехом и миссия Лапинского в Сванетии в начале августа, куда он был послан Мухаммад-Амином, чтобы склонить местное население к восстанию против России. 2 декабря Мухаммад-Амин сдался русским. Через три дня Лапинский с большей частью своего отряда отплыл на турецком корабле в Стамбул, где в мае 1860 года подал русскому военному агенту капитану Франкини докладную записку с детальным планом покорения Черкесии, после чего вернулся в Европу.
По возвращении, Лапинский вновь активно включается в деятельность польской эмиграции. Его имя становится известным в Европе: в нём видели как героя, так и авантюриста. Он знакомится с виднейшими деятелями европейского и русского революционного движения — Джузеппе Мадзини, Александром Герценом, Михаилом Бакуниным, Карлом Марксом.
В начале 1860-х годов Лапинский планирует организовать новую экспедицию в Черкесию. В конце 1862 года он возглавил прибывшую в Лондон черкесско-абхазскую делегацию. В декабре был принят британский премьер-министром Палмерстоном. Лапинский предложил Палмерстоному план организации английской интервенции на Кавказ, но премьер-министр отверг его.
В 1863 году Лапинский издал в Гамбурге свою новую книгу «Горцы Кавказа и их освободительная борьба против русских» (нем. Die Bergvölker des Kaukasus und ihr Freiheitskampf gegen die Russen), в которой подробно рассказал о своём участии в Кавказской войне и особенностях ведения боевых действий на Западном Кавказе, а также дал описание народов данного региона.

### Польское восстание и морская экспедиция в Литву
В начале 1863 года на западе Российской империи началось польское восстание. Для оказания помощи повстанцам в марте лидеры польской эмиграции и Герцен решили снарядить морскую экспедицию в Литву. Во главе экспедиции  был поставлен Лапинский. По его данным в экспедиции принял участие 141 человек из числа польских эмигрантов и европейских добровольцев. 23 марта экспедиционный отряд отплыл из Лондона на британском пароходе «Уорд Джексон». 26 марта в шведском порту Хельсинборг к экспедиции присоединился Бакунин. 30 марта пароход «Уорд Джексон» был арестован в шведском порту Мальмё и экспедиция на два месяца задержалась в Швеции. Здесь Лапинский знакомится с сыном Адама Мицкевича Владиславом. В начале июня 1863 года Лапинский решает продолжить экспедицию. Его отряд на датской шхуне «Эмилия» достиг литовского побережья и в ночь на 11 июня попытался высадиться в районе прусского порта Мемель. Но во время высадки начался шторм, во время которого погибло 24 из 32 участников экспедиции. Эта неудача заставила Лапинского отказаться от планов присоединения к восстанию. Он и другие выжившие участники экспедиции добрались на шхуне «Эмилия» до шведского острова Готланд, где были арестованы и доставлены на шведском военном корабле в Лондон.

Назначение Лапинского руководителем морской экспедиции в европейской революционной и эмигрантской среде восприняли неоднозначно. Принимавший участие в организации экспедиции Герцен писал в «Былом и думах»:
После долгих исканий Домантович и парижские друзья остановились на полковнике Лапинском, как на способнейшем военном начальнике экспедиции. Он был долго на Кавказе со стороны черкесов и так хорошо знал войну в горах, что о море и говорить было нечего. Дурным выбора назвать нельзя.

Противоположного мнения был Владислав Мицкевич, давший в своих воспоминаниях Лапинскому довольно резкую характеристику: 
Лапинский, экс-агент Чарторыйского на Кавказе, был одним из тех авантюристов, которые вмешивались в разные предприятия эмиграции, чтобы получить если это возможно, деньги, и во-время исчезнуть. Было преступлением доверить столь важное командование этому подозрительному пьянице. Я узнал, что он шатается по кабакам, а друзья-шведы сообщили мне, что если пароход спешно не выйдет в открытое море, то потом будет уже поздно.

Свидетельство Мицкевича не может быть беспристрастным, так как он относился к Лапинскому, как к представителю враждебной политической партии. Но мнение Мицкевича подтверждает запись в дневнике одного из участников морской экспедиции в Литву Владислава Марцинковского: 
Полковник пьёт вино бордо, а нас оставляет голодными. Он спаивает женщин и ест изысканные кушанья за деньги несчастных поляков. Как такой человек мог руководить экспедицией, в которой нужно столько внимания к вещам, казалось бы, самым незначительным. Он кутит в то время, когда его подчинённые терпят голод и жажду на корабле, полном насекомых.
Вернувшись в Лондон, Лапинский ведёт переговоры с Марксом об организации Немецкого легиона для участия польском восстании. Но нехватка средств и противодействие консервативно настроенного польского «Национального правительства» не позволили реализовать этот план.
После разгрома польского восстания Лапинский переехал во Францию. С этого времени он дистанцируется от революционной и политической деятельности. С 1864 года работал корреспондентом швейцарской газеты «Белый орёл» (нем. Der Weisse Adler). В конце 1860-х годов путешествовал по Италии, Испании и Швейцарии. В 1870-х годах работал корреспондентом ряда галицких периодических изданий. После объявления правительством Австро-Венгрии амнистии участникам революции 1848—1849 годов, в 1878 году вернулся в Галицию и поселился во Львове, где в том же году издаёт свою третью книгу «Морская экспедиция повстанцев на Литву» (пол. Powstańcy na morzu w wyprawie na Litwę).
Указом президента Польской Республики Игнация Мосцицкого от 21 января 1933 года, вместе с другими участниками польского восстания 1863—1864 годов, посмертно награждён Крестом Независимости с мечами.

## Взгляды
Поддерживал «туранскую теорию» Франциска Духинского о не славянском происхождении русских. Исключение делал только для черноморских казаков, назвав их в своей книге «Горцы Кавказа и их освободительная борьба против русских» единственными «...среди казаков России, у которых преобладает славянская кровь». Считал реальной перспективу поднять восстание черноморских, донских и линейных казаков против Российской империи.

## Отзывы современников о Лапинском
Карл Маркс в письме Фридриху Энгельсу из Лондона от 9 декабря 1863 года:
Самый интересный человек, с которым я здесь познакомился, — полковник Лапинский. Это безусловно самый остроумный поляк, — и притом человек действия, — из всех, кого мне до сих пор довелось узнать. Симпатии его целиком на стороне немцев, хотя по своим манерам и языку он француз.

Александр Герцен в «Былом и думах»:
Лапинский был в полном слове кондотьер. Твёрдых политических убеждений у него не было никаких. Он мог идти с белыми и красными, с чистыми и грязными; принадлежа по рождению к галицийской шляхте, по воспитанию — к австрийской армии, он сильно тянул к Вене. Россию и всё русское он ненавидел дико, безумно неисправимо. Ремесло своё, вероятно, он знал, вёл долго войну и написал замечательную книгу о Кавказе.

Михаил Бакунин в письме Герцену от 4 сентября 1863 года:
Лапинский храбрый, ловкий, смышлёный, но бессовестный или по крайней мере широкосовестный кондотьер, патриот в смысле непримиримой и непобедимой ненависти к русским, как военный по ремеслу ненавидящий всякий, даже свой собственный народ.